# Allotinus battavanus
Allotinus battavanus är en fjärilsart som beskrevs av Hans Fruhstorfer 1913. Allotinus battavanus ingår i släktet Allotinus och familjen juvelvingar. Inga underarter finns listade i Catalogue of Life.